# Uno Lamm
August Uno Lamm (né le 22 mai 1904 à Gothenburg et mort le 1er juin 1989) est un ingénieur et inventeur suédois spécialisé dans l'électrotechnique, il est considéré comme le père du transport d'électricité haute tension à courant continu (HVDC) moderne.

## Biographie
Uno Lamm est diplômé d'un master de l'institut royal de technologie de Stockholm en 1927. Après son service militaire, il rejoint ASEA, un conglomérat suédois fabricant de l'équipement électrotechnique. Il participe tout d'abord à leur programme de formation. En 1929, il devient directeur de projet du programme de développement des soupapes haute tension à diodes à vapeur de mercure. À l'époque, elles ne pouvaient maintenir à leurs bornes qu'une tension de l'ordre de 2 500 volts. Leur usage pour le transport d'électricité sur de longue distance est envisagé.
En 1943, Lamm obtient un doctorat de l'université royale, obtenu en alternance avec son travail sur les diodes à vapeur de mercure. Au bout de vingt ans de développement, elles ont enfin atteint les prérequis pour permettre le transport d'électricité en courant continu. ASEA obtient une commande pour construire une telle installation entre l'île de Gotland et le continent en 1950. Le projet est complété en 1954 devenant la seconde liaison HVDC moderne après le projet Elbe achevé en 1951 par les soviétiques grâce aux équipements allemands.
En 1955, Lamm devient chef du développement du premier réacteur nucléaire suédois, toujours chez ASEA. En 1961, il participe à la construction de la ligne HVDC Pacific DC Intertie en coopération avec General Electric. En combinant courant alternatif et continu cette ligne permet de transporter l'électricité hydroélectrique produite sur les côtes nord du Pacifique vers le sud de la Californie. En 1964, Lamm déménage ainsi en Californie.

## Travaux et idéologie
Tout au long de sa carrière Lamm a déposé 150 brevets et publié 80 publications techniques. Sa thèse porte pour titre « le transducteur, réacteur présaturé en courant continu ». Lors d'une conférence aux États-Unis, il déclare qu'un principe équivalent pourrait être appliqué aux résistances, cela devient les transistors.
Par ailleurs, il écrit dans des journaux suédois des articles sociologiques souvent critiques envers le gouvernement local.
Il est fermement opposé au communisme et admire l'économie américaine sous certains aspects.
Lors de la Seconde Guerre mondiale, les nazis lui donnent l'ordre d'émigrer en Allemagne afin de poursuivre les travaux commencé chez ASEA. Il y est très critique vis-à-vis de ses superviseurs et montre une attitude anti-nazie, par exemple en refusant de saluer lors de la présentation des brevets.

## Passe-temps et vie privée
Lamm a appris durant sa jeunesse à jouer du violon et garde toute sa vie un intérêt pour la musique classique. Il a été marié deux fois, et a en tout quatre enfants.

## Distinctions
Uno Lamm a reçu de nombreuses distinctions, notamment la médaille Lamme en 1965. De 1967 à 1988, il est directeur au sein de l'IEEE. En 1980, cette dernière organisation crée la médaille Uno Lamm pour récompenser un contribution importante au domaine de l’ingénierie électrique haute tension. En 1981, il reçoit la Howard N. Potts Medal.